# USS Mullany (DD-325)
USS Mullany (DD-325) – amerykański niszczyciel typu Clemson będący w służbie United States Navy w okresie po I wojnie światowej. Patronem okrętu był James Robert Madison Mullany.
Stępkę okrętu położono 3 czerwca 1919 w stoczni Bethlehem Shipbuilding Corporation w San Francisco. Zwodowano go 9 lipca 1920, matką chrzestną była Alice Lee Hall. Jednostka weszła do służby 29 marca 1921 w Mare Island Naval Shipyard, pierwszym dowódcą został Lieutenant Edward Breed.
Bazując w San Diego "Mullany" operował wzdłuż zachodniego wybrzeża USA przez większość część służby. Brał udział w dorocznych kombinowanych manewrach floty w rejonie strefy Kanału Panamskiego i na Karaibach. Okręt wyszedł z San Francisco 15 kwietnia 1925 na ćwiczenia taktyczne floty na wodach hawajskich, z których odpłynął 1 lipca wraz z Battle Fleet w podróż dobrej woli do Samoa, Australii i Nowej Zelandii. Do San Diego niszczyciel wrócił 27 września.
W 1928 okręt dwukrotnie odbył rejsy na Hawaje. W pierwszym przypadku w celu udziału w manewrach floty, w drugim szkoląc rezerwistów marynarki. 
Został wycofany ze służby 1 maja 1930 w San Diego. Jego nazwę skreślono z listy jednostek floty 18 listopada 1930. 19 marca 1931 został sprzedany na złom.